# Hygrochroa ennomoides
Hygrochroa ennomoides är en fjärilsart som beskrevs av Walker 1865. Hygrochroa ennomoides ingår i släktet Hygrochroa och familjen silkesspinnare. Inga underarter finns listade i Catalogue of Life.